# Рудник Шолкизил
Рудник Шолкизил – колишнє гірничодобувне підприємство у Карагандинській області Казахстану, яке вело розробку однойменного золоторудного родовища.
Розробку розташованого неподалік від північного узбережжя озера Балхаш дрібного родовища Шолкизил організувала компанія «АБС Балхаш», яка утворилась в 1990-х роках шляхом об’єднання ряду старательських артілей та мала окрім кількох рудників Приозерську збагачувальну фабрику. Після банкрутства «АБС Балхаш» в 2005-му році права на Шолкизил викупила компанія Golden Sky.
Розробка велась відкритим способом та призвела до появи кількох відвалів обсягом біля 0,4 млн тон, які в другій половині 2010-х спробувала залучити до розробки компанія «Solid Metals». Втім, результати роботи змонтованої дослідної установки вилучення золота виявились не втішними, а потім обладнання було втрачене унаслідок господарської суперечки (або, за даними «Solid Metals» – рейдерського захоплення).
В першій половині 2020-х компанія, яка планує розробку розташованого за десяток кілометрі від Шолкизила золоторудного родовища Майка, анонсувала бажання використати в своїй діяльності вахтовий табір та склад вибухових речовин колишнього рудника «АБС Балхаш».